# Pacifički vatreni prsten
Pod nazivom Pacifički vatreni prsten, koga zovu i Tihooceanski vatreni pojas, no najpoznatiji je pod engleskim imenom Ring of Fire, misli se na pojas vulkana koji okružuje Tihi ocean. Tu se nalazi 40 % svih aktivnih vulkana koji uz to, kao stratovulkani ili sivi vulkani,  imaju ogromnu eksplozivnu snagu. 
Pacifički vatreni prsten se najvećim dijelom sastoji od niza otočnih lukova kao što su Aleuti, Kurili ili japanski otoci Ryū Kyū. Samo na nekoliko zapadnopacifičkih otočnih lukova otpada 45% svih vulkana na svijetu.
Nastavlja se preko Marijanskih otoka, Filipina, Nove Gvineje, Solomonskih otoka i Novih Hebrida. 
Pojas vulkana nastavlja se i na zapadnim obalama Sjeverne i Južne Amerike a proteže se i na Antarktiku, primjerice, Mount Erebus. Na zapadnim obalama obaju Amerika odvija se 17% svih svjetskih vulkanskih događanja.
Taj pojas živih vulkanskih aktivnosti obuhvaća gotovo cijelu pacifičku tektonsku ploču. Duž njenih rubova zbog tektonike ploča dolazi do subdukcije koje stvaraju slaba područja u litosferi koja pogoduju izlasku tekuće magme.